# Rácz Kati (énekesnő)
Rácz Kati (Budapest, 1958. november 10. –) magyar énekesnő.

## Élete
A matematika–angol tagozatos gimnázium mellett – 6–18 éves koráig – klasszikus zongorázni is tanult. 18 évesen, az érettségivel egy időben, „B” kategóriás vizsgát teljesített dzsesszzongorából, „A” kategóriást és ORI vizsgát dzsesszénekből.
18-tól 21 éves koráig, Budapest divatos, elegáns bárjaiban mint zongorista dolgozott, majd revü-színházak elismert szólistája, dívája lett.
Nyolc évig a Moulin Rouge Revü énekes sztárja. Fellépett a város minden jegyzett szórakozóhelyén, elfoglalt, és méltán népszerű művésznővé vált. A 90-es években önálló vállalkozásba kezdett, ismét zenekart, majd zenekarokat alapított. Sokoldalúságára jellemző, hogy a dzsessz mellett, pop és más műfajokban (például a 20-as, 50-es évek szerzőitől) slágereket énekelt. Ezekkel a dalokkal rendszeresen szerepelt a Magyar Rádió-ban is.
Zenekaraival rendszeres résztvevője az ország különböző fesztiváljainak, jótékonysági eseményeinek. A Terézvárosi Jazz Esték egyik alapító zenekara a Rácz Kati és a Flush valamint a Budapest Ragtime Band.
Nagykanizsán, Százhalombattán, Miskolcon, Debrecenben, Budapesten, Baján számos dzsesszfesztivál vendége a Flush, a Jazz Kvartettet, avagy a Jazz Triójával. Európa számos nagyvárosában szólókoncerteket adott, valamint számos meghívást kapott a tengerentúlra is. Utolsó tengerentúli vendégszereplése Kanadában, Torontóban volt.
Szenvedélyes állatvédő, minden ilyen jellegű eseményre szívesen megy, önzetlenül segítséget nyújt.

## Díjak
- 1995 Lyra Díj[2]
- 1996 Finnország – Forssa Jazz Fesztivál nagydíja
- 2010 HPM Arany Parabola Díj
- 2010 Príma Díj zenei különdíja (Közép-Magyarország)
- 2010 Magyar Toleranciadíj (különdíj)
- 2013 Magyar Jótékonysági Díj[3]
- 2015 Emberi Hang Díj

## Lemezek
- Rácz Kati
- Búcsú Cserháti Zsuzsától[4]
- Egy Bárban (2006)
- Zene a mindenem (2010)